# 이슬라메이
《이슬라메이: 동양 환상곡 작품번호 18》(러시아어: Исламей: Восточная фантазия)은 러시아의 작곡가 밀리 발라키레프가 코카서스 여행에서 영감을 받아 1869년 8~9월에 작곡한 피아노 곡이다.

## 개요
그는 약 한 달 동안 이 작품을 작곡했는데, 보통 한 작품을 완성하는 데 여러 해씩 걸리던 것과는 아주 다르다. 같은 해 12월 12일에 니콜라이 루빈슈타인이 모스크바에서 초연했다.

## 구성
세 부분이 끊기지 않고 이어져 있다.
- 도입부: Allegro agitato
- 중간부: Tranquillo – Andantino espressivo
- 종결부: Allegro vivo – Presto furioso

## 영향
모리스 라벨이 루이 베르트랑이 지은 세 편의 시에 영감을 받아 《밤의 가스파르》(1908년)를 쓰던 당시, 그는 자신의 친구에게 '발라키레프의 이슬라메이보다 더 어려운 작품'을 작곡하는 것이 자신의 목표라고 말했다. 이 목표는 제3악장인 '스카르보'에서 실현되었다.

## 관현악 편곡
이슬라메이는 세르게이 랴푸노프와 알프레도 카셀라가 관현악곡으로 편곡했다.

## 관련 논문
- 강명화, 〈발라키레프의 '이슬라메이'에 나타난 민족주의 음악관〉, 동아대학교 음악학과 석사학위 논문, 1994년
- 최경선, 〈M. A. Balakirev의 Islamey 분석, 연구〉, 숙명여자대학교 대학원 기악학과 피아노 전공 석사학위 논문, 2011년
- 박유진, 〈M.A. Balakirev의 피아노를 위한 「Islamey」Op.18 (1862)에 관한 분석 연구〉, 신라대학교 음악학 석사학위 논문, 2016년
- 김효정, 〈발라키레프 〈이슬라메이, Op.18〉에 나타나는 러시아 민족주의 음악에 관한 연구〉, 동아대학교 음악학과 석사학위 논문, 2022년 2월